# Sergio Peña Flores
Sergio Fernando Peña Flores (Lima, 28 de septiembre de 1995) es un futbolista peruano que juega como mediocentro y su equipo actual es el Alianza Lima de la Liga 1 de Perú. Es internacional con la selección de fútbol del Perú desde el 23 de marzo de 2017.
Su primer partido oficial en Primera División fue en 2012 haciendo su debut contra León de Huánuco. Destacó en su primer clásico de mayores que fue el 15 de marzo del 2013 entre Alianza Lima y Universitario, entró al minuto 67 por Henry Quinteros, dando una asistencia para que su compañero Yordy Reyna marcara el 1-0 para Alianza Lima, que terminaría ganando el partido.
En 2014 fue transferido al Granada, donde gracias a sus actuaciones llegaría a debutar con la selección de Perú el 23 de marzo de 2017. Sería transferido en el verano al Tondela por 400 mil euros. El 3 de agosto de 2019 se confirma su fichaje oficial por el club Emmen de la Eredivisie, firmando por 3 temporadas con el equipo. 
Con la selección peruana de fútbol, logró clasificar a la Copa Mundial de la FIFA 2018, aunque casi ni jugó. Aunque estuvo en la convocatoria preliminar de Perú para la Copa del Mundo, finalmente no fue incluido en la lista de 23 jugadores para disputar dicho torneo por un pobrísimo nivel futbolístico y poco rodaje en sus clubes.

## Trayectoria

### Alianza Lima (1.ª etapa)
Fue estudiante de la Academia Juvenil del club capitalino Alianza Lima. Fue incluido en el primer equipo por el técnico José Soto, debutando en la Primera División peruana a los dieciséis años, cuando el 18 de febrero de 2012 ingresó en la alineación titular para empatar 2-2 ante el León de Huánuco. A partir de los siguientes partidos, el nuevo técnico, Wilmar Valencia, puso más énfasis en el joven creador de juego, aunque principalmente lo dejó entrar al campo como suplente. En total, estuvo dos años con los colores de Alianza, y luego en enero de 2014 por la suma de un millón de dólares se incorporó al club español Granada CF firmando un contrato de cuatro años y medio con él. Inicialmente, sin embargo, no pudo ingresar al equipo sénior y durante el año y medio siguiente jugó solo en las reservas de la tercera liga. Por ello, en un préstamo a seis meses, regresó a Alianza, pero allí registró actuaciones irregulares y no logró grandes éxitos.
En enero de 2015, Peña fue cedido al CD Universidad San Martín de Porres de la capital, donde fue a su vez un mediocampista mayoritariamente principal para el equipo dirigido por José del Solar. Marcó un gol en la liga peruana el 18 de octubre de 2016 en una victoria por 6-0 contra UTC, y permaneció como jugador de la Universidad durante un año. Posteriormente pasó otros seis meses en la reserva de tercera liga del Granada, tras lo cual el técnico José Luis Oltra se incorporó al primer equipo para descender de la máxima categoría.

### Granada "B" y Granada CF
El 22 de enero de 2014 viajó a España para ser presentado oficialmente por el Granada C. F.. El volante peruano firmó su contrato con el club hasta 2018, donde comenzó jugando en la Granada C. F. "B" y en el Juvenil A. A mediados de 2015 fue enviado a préstamo a Alianza Lima y en 2016 a la Universidad de San Martín.
Luego del descenso de Granada Club de Fútbol, el peruano dejó un cupo libre extracomunitario permitiendo su inscripción con el primer equipo, compartiendo equipo con los sudamericanos Adrián Ramos, Darwin Machis y Hernán Menosse. Además, renovó contrato hasta 2019.

### C. D. Tondela
Fue cedido por el Granada C. F. al club portugués por una temporada.
El 23 de septiembre de 2018, Peña brindó una asistencia en la victoria de su equipo ante el Moreirense por un partido de la Primeira Liga, el marcador fue de 2-0 a favor del C. D. Tondela.

### FC Emmen
El 3 de agosto de 2019 se confirma su fichaje oficial por el club F. C. Emmen de la Eredivisie, firmando por 3 temporadas con el equipo. En su primera temporada, Peña se adaptó muy bien al estilo del fútbol de Países Bajos y rápidamente se ganó la titularidad en el equipo siendo una de las principales figuras y apareciendo en varias ocasiones en los XI ideales de las jornadas. El 24 de agosto de 2019, hizo su debut oficial con el equipo en la fecha 4 de la Eredivisie, ingresó a los 76 minutos en la derrota de su equipo por un marcador de 2-1 contra en el Willem II.  El 22 de septiembre de 2019, anotó su primer gol en el equipo ante el Feyenoord Róterdam durante la jornada 7 de la Eredivisie, el marcador culminó con un empate por un marcador de 2-2 entre ambos equipos. El 20 de octubre de 2019, marcó el gol del triunfo en la victoria del Emmen por un marcador de 2-1 contra el Fortuna Sittard por la fecha 10 de la Eredivisie. El 3 de noviembre de 2019, fue incluido en el XI ideal de la fecha 12 de la Eredivisie luego de brindar un asistencia en un partido ante Vitesse, el triunfo fue a favor del Emmen por un marcador de 2-1. 
El 22 de febrero de 2020, Peña jugó uno de los mejores partidos en su carrera ante el Willem II en la jornada 24 de la Eredivisie, en dicho partido marcó un triplete de asistencias y anotó un gol en la victoria de su equipo por un marcador de 4-2 a favor del Emmen, después de ese partido, Peña fue elegido como el mejor futbolista de la fecha y posteriormente fue distinguido como el mejor futbolista de la semana en Países Bajos.
El 20 de mayo de 2021, Peña fallo uno de los penales donde el Emmen perdería contra el NAC Breda 3-4 vía penal (luego de empatar 1-1) consumiendo el descenso de su equipo a la Eerste Divisie.

### Malmö FF
El 4 de agosto de 2021 el club Malmö FF de la Allsvenskan hace oficial su fichaje. "MFF se complace en presentar a Sergio Peña como una nueva adquisición para la asociación. El centrocampista de la selección peruana ha firmado contrato con el Malmö FF hasta 2024", anunció el club sueco en sus redes sociales.

### PAOK
El 11 de enero de 2025 el club PAOK de la Superliga de Grecia hizo oficial su fichaje.

### Alianza Lima (2.ª etapa)
En julio de 2025, fichó por el Alianza Lima de Perú, volviendo al club tras 10 años. firmando una vinculación por 3 años.

## Selección nacional

### Selecciones menores
Formó parte de la lista definitiva del director técnico Daniel Ahmed para participar en los Juegos Bolivarianos de 2013, realizado en la ciudad de Trujillo. Peña fue el capitán de esa selección. El 23 de noviembre Perú perdió 2-3 con Ecuador en la semifinal. Por el tercer lugar, Perú venció a Guatemala por 3-0 en el Estadio Mansiche, obteniendo así la medalla de bronce.
Fue convocado por el entrenador Víctor Rivera para integrar la selección sub-20, con la cual disputó el Campeonato Sudamericano de Fútbol Sub-20 de 2015 realizado en Uruguay.
| Competencia                 | Sede     | Resultado | PJ | Goles | Media goleadora |
| --------------------------- | -------- | --------- | -- | ----- | --------------- |
| Juegos Bolivarianos de 2013 | Trujillo | Bronce    | 4  | 2     | 0.50            |
| Sudamericano Sub-20 de 2015 | Uruguay  | 5.º lugar | 8  | 1     | 0.13            |

### Selección mayor
Su debut con la selección peruana fue por la clasificación para Rusia 2018 ante Venezuela en Maturín el 23 de marzo de 2017 reemplazando a Yoshimar Yotún. Finalmente quedando empatados 2-2. Su primer partido como titular fue el 5 de octubre de 2017 en el duelo ante Argentina disputado en el Estadio la Bombonera; sin embargo, fue cambiado por una dura falta del argentino Lucas Biglia. Además, fue parte de la plantilla que logró clasificar a Rusia 2018 luego de 36 años. En el partido amistoso de Perú vs Arabia Saudita ingresó faltando 15 minutos por terminar el encuentro, fallando un tiro frente a la portería. Pese a estar en la lista preliminar presentada por Ricardo Gareca, finalmente quedó fuera de la lista de 23 que disputarían el Mundial Rusia 2018, debido a la inclusión de Paolo Guerrero, después de haber sido habilitado para jugar el torneo después de una resolución del Tribunal Federal Suizo. 

#### Preparación Eliminatorias 2022
Durante el transcurso de los meses restantes de 2019, la selección disputó cinco encuentros amistosos, de los cuales ganó uno, empató uno, y perdió tres. Tuvo agendado un sexto partido ante Chile, pero fue suspendido luego de que los jugadores de aquel combinado decidieran no presentarse en respuesta a la grave situación situación política y social que afrontaba su país. En marzo de 2020, Perú debió disputar los primeros dos partidos correspondientes a las eliminatorias para la Copa Mundial de 2022 ante Paraguay en Asunción, y Brasil como local; sin embargo, la pandemia de COVID-19 originada a fines de 2019 provocó que los compromisos fueran definitivamente postergados. Asimismo, la Copa América de Argentina y Colombia, originalmente a disputarse a mediados de 2020, fue reprogramada para junio y julio de 2021.

#### Copa América 2021
El 10 de junio de 2021 fue convocado por el entrenador Ricardo Gareca para disputar la Copa América 2021 realizada en Brasil. debutó en el primer partido de la copa para Perú siendo titular donde Brasil superaría a la blanquirroja con un contundente 4-0. En el segundo partido por la fase de grupos, la selección peruana se enfrentó a Colombia, Peña se hizo presente con un gol en el minuto 17, anotando el primer gol de Perú en la victoria 2-1 de la selección peruana frente a Colombia, pero en el minuto 53, Miguel Ángel Borja gana una pelota en el área rival saliendo al encuentro con Pedro Gallese donde este le comete una falta y causa un penal convertido por el mismo. En el minuto 64, Christian Cueva saca un córner en donde al entrar en área colombiana choca con el hombro de Yerry Mina metiendo un gol en propia portería y dándole la victoria al conjunto peruano. En la primera etapa Ecuador fue protagonista y lo demostró con un marcador favorable de 2 a 0. En la segunda mitad, Perú salió con todo y a los pocos minutos descontó mediante Gianluca Lapadula, tras una gran jugada de Christian Cueva, define con un remate potente y rasante con su pierna izquierda y convierte el descuento para la selección, y antes de que Ecuador pudiese recuperarse, André Carrillo, tras un gran contragolpe peruano, anota el empate para Perú luego de una buena jugada de Gianluca Lapadula. Luego el partido aumentó en intensidad y Ecuador salió otra vez a buscar el partido, pero dejando espacios en el fondo que la selección de Perú no supo aprovechar. Con el 2-2 final, Perú se clasifica a la siguiente fase mientras que la selección ecuatoriana aún debía luchar por el acceso a la siguiente fase.

### Estadísticas con Perú
| Fecha      | Ciudad               | Local          | Resultado  | Visitante            | Competencia                | Dorsal | Goles |
| ---------- | -------------------- | -------------- | ---------- | -------------------- | -------------------------- | ------ | ----- |
| 23-03-2017 | Maturín              | Venezuela      | 2:2        | Perú                 | Clasificación Mundial 2018 | 16     | 0     |
| 08-06-2017 | Trujillo             | Perú           | 1:0        | Paraguay             | Amistoso                   | 16     | 0     |
| 31-08-2017 | Lima                 | Perú           | 2:1        | Bolivia              | Clasificación Mundial 2018 | 16     | 0     |
| 05-10-2017 | Buenos Aires         | Argentina      | 0:0        | Perú                 | Clasificación Mundial 2018 | 16     | 0     |
| 23-03-2018 | Miami                | Perú           | 2:0        | Croacia              | Amistoso                   | 16     | 0     |
| 03-06-2018 | San Galo             | Perú           | 3:0        | Arabia Saudita       | Amistoso                   | 16     | 0     |
| 06-09-2018 | Ámsterdam            | Países Bajos   | 2:1        | Perú                 | Amistoso                   | 16     | 0     |
| 09-09-2018 | Sinsheim             | Alemania       | 2:1        | Perú                 | Amistoso                   | 16     | 0     |
| 16-10-2018 | Connecticut          | Estados Unidos | 1:1        | Perú                 | Amistoso                   | 8      | 0     |
| 08-10-2020 | Asunción             | Paraguay       | 2:2        | Perú                 | Clasificación Mundial 2022 | 20     | 0     |
| 08-06-2021 | Quito                | Ecuador        | 1:2        | Perú                 | Clasificación Mundial 2022 | 8      | 0     |
| 17-06-2021 | Río de Janeiro       | Brasil         | 4:0        | Perú                 | Copa América 2021          | 8      | 0     |
| 20-06-2021 | Goiânia              | Colombia       | 1:2        | Perú                 | Copa América 2021          | 8      | 1     |
| 23-06-2021 | Goiânia              | Ecuador        | 2:2        | Perú                 | Copa América 2021          | 8      | 0     |
| 27-06-2021 | Brasília             | Venezuela      | 0:1        | Perú                 | Copa América 2021          | 8      | 0     |
| 02-07-2021 | Goiânia              | Paraguay       | 3:3        | Perú                 | Copa América 2021          | 8      | 0     |
| 05-07-2021 | Río de Janeiro       | Brasil         | 1:0        | Perú                 | Copa América 2021          | 8      | 0     |
| 09-07-2021 | Brasília             | Colombia       | 3:2        | Perú                 | Copa América 2021          | 8      | 0     |
| 02-09-2021 | Lima                 | Perú           | 1:1        | Uruguay              | Clasificación Mundial 2022 | 8      | 0     |
| 07-10-2021 | Lima                 | Perú           | 2:0        | Chile                | Clasificación Mundial 2022 | 7      | 1     |
| 12-11-2021 | Lima                 | Perú           | 3:0        | Bolivia              | Clasificación Mundial 2022 | 7      | 1     |
| 12-11-2021 | Caracas              | Venezuela      | 1:2        | Perú                 | Clasificación Mundial 2022 | 7      | 0     |
| 20-01-2022 | Lima                 | Perú           | 3:0        | Jamaica              | Amistoso                   | 10     | 0     |
| 28-01-2022 | Barranquilla         | Colombia       | 0:1        | Perú                 | Clasificación Mundial 2022 | 8      | 0     |
| 01-02-2022 | Lima                 | Perú           | 1:1        | Ecuador              | Clasificación Mundial 2022 | 10     | 0     |
| 24-03-2022 | Montevideo           | Uruguay        | 1:0        | Perú                 | Clasificación Mundial 2022 | 8      | 0     |
| 29-03-2022 | Lima                 | Perú           | 2:0        | Paraguay             | Clasificación Mundial 2022 | 8      | 0     |
| 05-06-2022 | Barcelona            | Perú           | 1:0        | Nueva Zelanda        | Amistoso                   | 8      | 0     |
| 13-06-2022 | Rayán                | Australia      | 0:0        | Perú                 | Repechaje Internacional    | 8      | 0     |
| 24-09-2022 | Pasadena             | México         | 1:0        | Perú                 | Amistoso                   | 8      | 0     |
| 28-03-2023 | Madrid               | Marruecos      | 0:0        | Perú                 | Amistoso                   | 10     | 0     |
| 16-06-2023 | Busan                | Corea del Sur  | 0:1        | Perú                 | Amistoso                   | 8      | 0     |
| 20-06-2023 | Osaka                | Japón          | 4:1        | Perú                 | Amistoso                   | 8      | 0     |
| 17-10-2023 | Lima                 | Perú           | 0:2        | Argentina            | Clasificación Mundial 2026 | 10     | 0     |
| 16-11-2023 | La Paz               | Bolivia        | 2:0        | Perú                 | Clasificación Mundial 2026 | 10     | 0     |
| 26-03-2024 | Lima                 | Perú           | 4:1        | República Dominicana | Amistoso                   | 10     | 1     |
| 07-06-2024 | Lima                 | Perú           | 0:0        | Paraguay             | Amistoso                   | 10     | 0     |
| 14-06-2024 | Filadelfia           | El Salvador    | 0:1        | Perú                 | Amistoso                   | 8      | 0     |
| 21-06-2024 | Arlington            | Perú           | 0:0        | Chile                | Copa América 2024          | 8      | 0     |
| 25-06-2024 | Kansas City (Kansas) | Perú           | 0:1        | Canadá               | Copa América 2024          | 8      | 0     |
| 29-06-2024 | Miami Gardens        | Argentina      | 2:0        | Perú                 | Copa América 2024          | 8      | 0     |
| 06-09-2024 | Lima                 | Perú           | 1:1        | Colombia             | Clasificación Mundial 2026 | 10     | 0     |
| 10-09-2024 | Quito                | Ecuador        | 1:0        | Perú                 | Clasificación Mundial 2026 | 10     | 0     |
| 11-10-2024 | Lima                 | Perú           | 1:0        | Uruguay              | Clasificación Mundial 2026 | 10     | 0     |
| 15-10-2024 | Brasilia             | Brasil         | 4:0        | Perú                 | Clasificación Mundial 2026 | 10     | 0     |
| 15-11-2024 | Lima                 | Perú           | 0:0        | Chile                | Clasificación Mundial 2026 | 10     | 0     |
| 19-11-2024 | Buenos Aires         | Argentina      | 1:0        | Perú                 | Clasificación Mundial 2026 | 10     | 0     |
| 20-03-2025 | Lima                 | Perú           | 3:1        | Bolivia              | Clasificación Mundial 2026 | 10     | 0     |
| 25-03-2025 | Maturín              | Venezuela      | 1:0        | Perú                 | Clasificación Mundial 2026 | 10     | 0     |
| 06-06-2025 | Barranquilla         | Colombia       | 0:0        | Perú                 | Clasificación Mundial 2026 | 10     | 0     |
| 10-06-2025 | Lima                 | Perú           | 0:0        | Ecuador              | Clasificación Mundial 2026 | 10     | 0     |
| N/D        | Presencias           | Presencias     | Presencias | 51                   | Goles                      | Goles  | 4     |

### Goles internacionales
| # | Fecha                   | Lugar                                                     | Rival                | Gol   | Resultado | Competición        |
| - | ----------------------- | --------------------------------------------------------- | -------------------- | ----- | --------- | ------------------ |
| 1 | 20 de junio de 2021     | Estadio Olímpico Pedro Ludovico Teixeira, Goiânia, Brasil | Colombia             | 0 - 1 | 1 - 2     | Copa América 2021  |
| 2 | 7 de octubre de 2021    | Estadio Nacional, Lima, Perú                              | Chile                | 2 - 0 | 2 - 0     | Eliminatorias 2022 |
| 3 | 11 de noviembre de 2021 | Estadio Nacional, Lima, Perú                              | Bolivia              | 3 - 0 | 3 - 0     | Eliminatorias 2022 |
| 4 | 26 de junio de 2024     | Estadio Monumental, Lima, Perú                            | República Dominicana | 1 - 0 | 4 - 1     | Amistoso           |

#### Participaciones en Clasificatorias
| Eliminatorias                 | Sede            | Selección | Resultado  | Partidos | Goles | Asist. |
| ----------------------------- | --------------- | --------- | ---------- | -------- | ----- | ------ |
| Eliminatorias Mundial de 2018 | América del Sur | Perú      | 5.º lugar  | 3        | 0     | 2      |
| Eliminatorias Mundial de 2022 | América del Sur | Perú      | 5.º lugar  | 10       | 2     | 2      |
| Eliminatorias Mundial de 2026 | América del Sur | Perú      | En proceso | 10       | 0     | 2      |
| Total                         | Total           | Total     | Total      | 18       | 2     | 6      |

#### Participaciones en Copas América
| Copa              | Sede           | Resultado      | Partidos | Goles |
| ----------------- | -------------- | -------------- | -------- | ----- |
| Copa América 2021 | Brasil         | Cuarto Lugar   | 7        | 1     |
| Copa América 2024 | Estados Unidos | Fase de grupos | 3        | 0     |

#### Resumen estadístico
| Selección Nacional | Año  | Partidos | Goles |
| ------------------ | ---- | -------- | ----- |
| Selección Peruana  | 2017 | 4        | 0     |
| Selección Peruana  | 2018 | 5        | 0     |
| Selección Peruana  | 2020 | 1        | 0     |
| Selección Peruana  | 2021 | 12       | 3     |
| Selección Peruana  | 2022 | 8        | 0     |
| Selección Peruana  | 2023 | 5        | 0     |
| Selección Peruana  | 2024 | 12       | 1     |
| Selección Peruana  | 2025 | 4        | 0     |

## Estadísticas

### Clubes
| Club                             | Div.                | Temporada           | Liga  | Liga  | Liga   | Copas nacionales(1) | Copas nacionales(1) | Copas nacionales(1) | Torneos internacionales(2) | Torneos internacionales(2) | Torneos internacionales(2) | Total(3) | Total(3) | Total(3) |
| Club                             | Div.                | Temporada           | Part. | Goles | Asist. | Part.               | Goles               | Asist.              | Part.                      | Goles                      | Asist.                     | Part.    | Goles    | Asist.   |
| -------------------------------- | ------------------- | ------------------- | ----- | ----- | ------ | ------------------- | ------------------- | ------------------- | -------------------------- | -------------------------- | -------------------------- | -------- | -------- | -------- |
| Alianza Lima · Perú              | 1.ª                 | 2012                | 1     | 0     | 0      | —                   | —                   | —                   | —                          | —                          | —                          | 1        | 0        | 0        |
| Alianza Lima · Perú              | 1.ª                 | 2013                | 21    | 0     | 2      | —                   | —                   | —                   | —                          | —                          | —                          | 21       | 0        | 2        |
| Alianza Lima · Perú              | 1.ª                 | 2015                | 8     | 0     | 1      | —                   | —                   | —                   | —                          | —                          | —                          | 8        | 0        | 1        |
| Alianza Lima · Perú              | Total               | Total               | 30    | 0     | 3      | 0                   | 0                   | 0                   | 0                          | 0                          | 0                          | 30       | 0        | 3        |
| Recreativo Granada · España      | 2.ª B               | 2013-14             | 8     | 0     | 0      | —                   | —                   | —                   | —                          | —                          | —                          | 8        | 0        | 0        |
| Recreativo Granada · España      | 2.ª B               | 2014-15             | 14    | 1     | 0      | —                   | —                   | —                   | —                          | —                          | —                          | 14       | 1        | 0        |
| Recreativo Granada · España      | 2.ª B               | 2016-17             | 16    | 4     | 0      | —                   | —                   | —                   | —                          | —                          | —                          | 16       | 4        | 0        |
| Recreativo Granada · España      | Total               | Total               | 38    | 5     | 0      | 0                   | 0                   | 0                   | 0                          | 0                          | 0                          | 38       | 5        | 0        |
| Universidad de San Martín · Perú | 1.ª                 | 2016                | 27    | 3     | 1      | —                   | —                   | —                   | —                          | —                          | —                          | 27       | 3        | 1        |
| Universidad de San Martín · Perú | Total               | Total               | 27    | 3     | 1      | 0                   | 0                   | 0                   | 0                          | 0                          | 0                          | 27       | 3        | 1        |
| Granada C. F. · España           | 2.ª                 | 2017-18             | 19    | 1     | 3      | —                   | —                   | —                   | —                          | —                          | —                          | 19       | 1        | 3        |
| Granada C. F. · España           | Total               | Total               | 19    | 1     | 3      | 0                   | 0                   | 0                   | 0                          | 0                          | 0                          | 19       | 1        | 3        |
| CD Tondela Portugal              | 1.ª                 | 2018-19             | 32    | 1     | 4      | 6                   | 0                   | 1                   | —                          | —                          | —                          | 38       | 1        | 5        |
| CD Tondela Portugal              | Total               | Total               | 32    | 1     | 4      | 6                   | 0                   | 1                   | 0                          | 0                          | 0                          | 38       | 1        | 5        |
| FC Emmen · Países Bajos          | 1.ª                 | 2019-20             | 23    | 4     | 3      | 1                   | 0                   | 0                   | —                          | —                          | —                          | 24       | 4        | 3        |
| FC Emmen · Países Bajos          | 1.ª                 | 2020-21             | 33    | 6     | 3      | 3                   | 1                   | 0                   | —                          | —                          | —                          | 36       | 7        | 3        |
| FC Emmen · Países Bajos          | Total               | Total               | 56    | 10    | 6      | 4                   | 1                   | 0                   | 0                          | 0                          | 0                          | 60       | 11       | 6        |
| Malmö FF · Suecia                | 1.ª                 | 2021                | 9     | 0     | 0      | —                   | —                   | —                   | 5                          | 0                          | 0                          | 14       | 0        | 0        |
| Malmö FF · Suecia                | 1.ª                 | 2022                | 19    | 1     | 1      | 6                   | 0                   | 0                   | 11                         | 0                          | 0                          | 36       | 1        | 1        |
| Malmö FF · Suecia                | 1.ª                 | 2023                | 29    | 1     | 3      | 3                   | 0                   | 0                   | 0                          | 0                          | 0                          | 32       | 1        | 3        |
| Malmö FF · Suecia                | 1.ª                 | 2024                | 21    | 1     | 2      | 4                   | 1                   | 0                   | 12                         | 1                          | 2                          | 37       | 3        | 4        |
| Malmö FF · Suecia                | Total               | Total               | 73    | 3     | 6      | 13                  | 1                   | 0                   | 24                         | 1                          | 2                          | 110      | 5        | 8        |
| PAOK · Grecia                    | 1.ª                 | 2024-25             | 9     | 0     |        | —                   | —                   | —                   | —                          | —                          | —                          | 9        | 0        | 0        |
| PAOK · Grecia                    | Total               | Total               | 9     | 0     | 0      | 0                   | 0                   | 0                   | 0                          | 0                          | 0                          | 9        | 0        | 0        |
| Alianza Lima · Perú              | 1.ª                 | 2025                | 0     | 0     | 0      | —                   | —                   | —                   | 0                          | 0                          | 0                          | 0        | 0        | 0        |
| Alianza Lima · Perú              | Total               | Total               | 0     | 0     | 0      | 0                   | 0                   | 0                   | 0                          | 0                          | 0                          | 0        | 0        | 0        |
| Total en su carrera              | Total en su carrera | Total en su carrera | 284   | 23    | 23     | 23                  | 2                   | 1                   | 24                         | 1                          | 2                          | 322      | 26       | 26       |

## Palmarés

### Campeonatos nacionales
| Título         | Club     | País   | Año     |
| -------------- | -------- | ------ | ------- |
| Allsvenskan    | Malmö FF | Suecia | 2021    |
| Copa de Suecia | Malmö FF | Suecia | 2021-22 |
| Allsvenskan    | Malmö FF | Suecia | 2023    |
| Copa de Suecia | Malmö FF | Suecia | 2023-24 |
| Allsvenskan    | Malmö FF | Suecia | 2024    |

### Distinciones individuales
| Distinción                                                                             | Año  |
| -------------------------------------------------------------------------------------- | ---- |
| Incluido en el XI ideal de la fecha 10, 12, 17, 19, 24 y 26 de la Eredivisie           | 2019 |
| Incluido en el XI ideal sudamericano de la semana en Europa                            | 2019 |
| Elegido el mejor jugador de la jornada 24 de la Eredivisie                             | 2019 |
| Mejor Jugador de la Eredivisie según Voetbal International                             | 2020 |
| Incluido en el equipo ideal de todos los tiempos del F. C. Emmen                       | 2020 |
| Incluido en el once ideal de mayo de la Eredivisie                                     | 2021 |
| Incluido en el XI ideal de la fecha 2, 4, 12, 13, 24, 27, 28, 29 y 30 de la Eredivisie | 2021 |
| Nominado a mejor jugador del año del F. C. Emmen                                       | 2021 |
| Incluido en el once ideal de latinoamericanos en ligas del resto del mundo             | 2021 |